# Любушка Сусанинская
Любушка Сусанинская (Любовь Ивановна Лазарева) — местночтимая старица Русской православной церкви.

## Биография
Родилась 4 (17) сентября 1912 года в деревне Колодези Калужской губернии, недалеко от города Сухиничи. Семья родителей — Ивана и Евдокии Лазаревых — была очень религиозна. Отец исполнял обязанности старосты храма в селе, а мама занималась воспитанием детей. После смерти родителей перебралась в город к старшему брату, с 1923 года работала в Петрограде на заводе «Красный треугольник», затем на бельевой фабрике. Была помещена в психиатрическую больницу, откуда сбежала, и дальше жила без паспорта, ночуя в лесу, на кладбищах и по чужим людям. Странствовала, юродствуя Христа ради. Несколько лет провела на Кубани, затем вернулась в Ленинград.
Жила в посёлке Вырица — сначала без жилья, затем в доме одной из местных жительниц, с 1983 года переехала вместе с ней в посёлок Сусанино. С конца 1995 года предприняла странствие — в Николо-Шартомский монастырь в Ивановской области, в 1997-м — в Казанский монастырь в городе Вышнем Волочке Тверской области, где и скончалась после болезни.
Почиталась верующими уже при жизни как блаженная, за духовным советом к ней приезжали многие. Среди её духовных наставников называют[кто?] преподобного Серафима Вырицкого и архимандрита Наума из Троице-Сергиевой лавры.

## Память
В настоящий момент не канонизирована. Над могилой старицы в Казанском женском монастыре в городе Вышний Волочёк сооружена часовня. В Сусанино вблизи церкви имеется «Любушкин домик» с молитвенной комнатой.